# Fuck the Facts
Fuck the Facts es una banda de grindcore formada en 1997 en la ciudad de Ottawa, Ontario en Canadá, actualmente formada por Topon Das (guitarra), Melanie Mongeon (vocal), Mathieu Vilandré (batería), Marc Bourgon (bajo) y Johnny Ibay (guitarra), el grupo es considerado uno de los grandes prineros del grindcore en Canadá que los precursionaron rápido en la escena por tener sonidos salvajes, violentos, experimentales y potentes. El sonido del grupo se caracteriza por ser fuerte, potente, distorsionado y diverso con una mezcla de voz gutural.
El grupo ha sacado hasta la fecha 9 álbumes de estudio, en los cuales los que lo llevaron a la escena fueron su primer álbum de estudio de 1997 "Fuck the Facts", "Mullet Fever" y "Discoing the Dead". y 8 EP que recién el último que sacaron fue el del 2014 titulado "Abandoned". Su álbum más reciente es el del 2015 titulado "Desire Will Rot".

## Integrantes

### Formación actual
- Topon Das - guitarra
- Melanie Mongeon - vocal
- Mathieu Vilandré "Vil" - batería
- Marc Bourgon "Chops" - bajo
- Johnny Ibay "Beige" - guitarra

### Exintegrantes
- Shomir Das - bajo (2001)
- Marc-Andre Mongeon - bajo (2004 - 2005)
- Steve Chartier - bajo (2005 - 2007)
- Brent Christoff - vocal (2001 - 2002)
- Tim Audette - guitarra (2001 - 2003)
- Dave Menard - guitarra (2003 - 2005)
- Matt Connell - batería (2001 - 2004)
- Tim Olsen - batería (2004 - 2006)

## Discografía

### Álbumes de estudio
- 1999: "Fuck the Facts" (Dedfuk Records)
- 2000: "Vagina Dancer" (Where Late the Bird Sang)
- 2001: "Discoing the Dead" (Ghetto Blaster Recordings)
- 2001: "Mullet Fever" (Ghetto Blaster Records)
- 2002: "Escunta" (Mandarangan Recordings)
- 2003: "Backstabber Etiquette" (Grind It! Records)
- 2006: "Stigmata High-Five" (Relapse Records)
- 2008: "Disgorge Mexico" (Relapse Records)
- 2011: "Die Miserable" (Relapse Records)
- 2015: "Desire Will Rot" (Noise Salvation)
- 2020: "Pleine Noirceur" (Noise Salvation)

### EP
- 2001: "FourOninE"
- 2005: "Legacy of Hopelessness"
- 2008: "The Wreaking"
- 2010: "Unamned EP"
- 2011: "Misery"
- 2013: "Amer"
- 2014: "Abandoned"

### Compilaciones, apariciones y álbumes en vivo
- 2000: "Houdoe!, Know Your Dope Fiend"
- 2000: "Disco-Core Massacre"
- 2001: "Mastectomia - Fuck the Facts"
- 2002: "Innocence Is Not Lost. It Is Taken..."
- 2002: "The Great One"
- 2002: "...Into the Night"
- 2003: "Fuck the Facts - Skoda 120"
- 2003: "Godflesh: Tribute" (Trubuto a Godflesh)
- 2003: "My Anorexia"
- 2003: "Live Damage"
- 2003: "She's Hot!"
- 2003: "We Fuck the Facts"
- 2004: "Overseas Connection"
- 2004: "Fuck the Facts - Subcut"
- 2005: "Fuck the Facts - Narcosis - Midget Parade - Archer"
- 2006: "Collection of Splits 2002–2004"
- 2006: "The Blasphemy of Free Thought - The Wreaking"
- 2006: "Fuck the Facts - Mesrine"
- 2008: "4625"
- 2009: "Live Split"
- 2010: "Live in Whitby"
- 2010: "Disgorge Mexico: The DVD"
- 2011: "Ten Fucking Years: 2001 - 2011"
- 2013: "Obscene Extreme 2013"
- 2015: "Fuck The Facts - Fistfuck"